# Tiga (musicien)
Pour les articles homonymes, voir Tiga.
Tiga (Tiga Sontag) est un DJ, producteur-compositeur et interprète de musique électronique né en 1974 à Montréal, Québec, Canada.
Tiga est connu pour ses remixes: Washing Up (Tomas Andersson de Bpitch Control), Comfortably Numb des Scissor Sisters, ou encore Madame Hollywood (Felix da Housecat). Il fait ses propres compositions comme You Gonna Want Me, adaptation des paroles de I Know par Candi Staton (auparavant samplée par Altern 8 sur le morceau Infiltrate 202), ou des reprises telles que Hot in Herre (à l'origine une chanson du rappeur Nelly qu'il réinterprète totalement) ou Sunglasses At Night avec Zyntherius (à l'origine un morceau de Corey Hart).
Avant de produire de la musique, Tiga a été impliqué dans la promotion de rave parties dans sa ville natale pendant le début des années 1990. Il a également été impliqué dans la création du club d'after le SONA. En 1994, il a ouvert son magasin de disques nommé DNA Records et a fondé son label en 1998: Turbo Recordings. Il a un siège au Canada et en Grande-Bretagne.
Début 2006, Tiga se lance à nouveau avec son album Sexor . Son disque devient rapidement l'une des meilleures ventes mondiales au niveau de la musique électronique[réf. nécessaire]. Entre ses albums, Tiga Sontag enchaîne ses morceaux aux quatre coins du monde dans les boîtes de nuits les plus prestigieuses. Il participe aussi à de nombreux festivals de musique électronique. Mentionnons entre autres ; The Orb Live, Pure et le spectacle illusionniste de Jean-There.
Il fait partie de la génération d'artistes qui marquent fortement un retour à la new wave dans la musique électronique, genre musical dont il était d'ailleurs fan au cours des années 1980. Il cite souvent comme principale influence des groupes de new wave (New Order, Depeche Mode...) et les icones glam (David Bowie notamment). 
En 2009, Tiga sort Ciao! son deuxième album solo.

## Discographie
Sexor (2006)
- Louder Than A Bomb
- You Gonna Want Me
- Welcome To Planet Sexor
- Far From - Home
- High School
- Pleasure From The Bass
- Who's That
- Down In It
- The Ballad Of Sexor
- Good As Gold
- Far From - Home The Speed Of Sexor Reprise
- Burning Down The House
- 3 Weeks
- Brothers
- Sir Sir Sir
- Type Of Guy

Ciao ! (2009)
- Mind Dimension 2
- Mind Dimension 1
- Shoes
- Beep Beep Beep
- Mind Dimension
- What You Need
- Luxury
- Sex O'Clock
- Overtime
- Turn The Night On
- Speak, Memory
- Gentle Giant
- Love Don't Dance Here Anymore

No Fantasy Required (2016)
- No Fantasy Required
- Make Me Fall in Love
- 3 Rules
- Having So Much Fun
- Tell Me Your Secret
- Always
- Planet E
- Plush
- Bugatti
- Don't Break My Heart
- Blondes Have More Fun

### Remixes
- Cabaret Voltaire - Nag, Nag, Nag (Tiga & Zyntherius version), 2002
- Depeche Mode - Suffer well (Tiga remix), 2006
- Justice - Canon, 2012
- Iggy Azalea feat. Rita Ora - Black Widow, 2014
- Disclosure feat. Lorde - Magnets, 2015